# Manteau

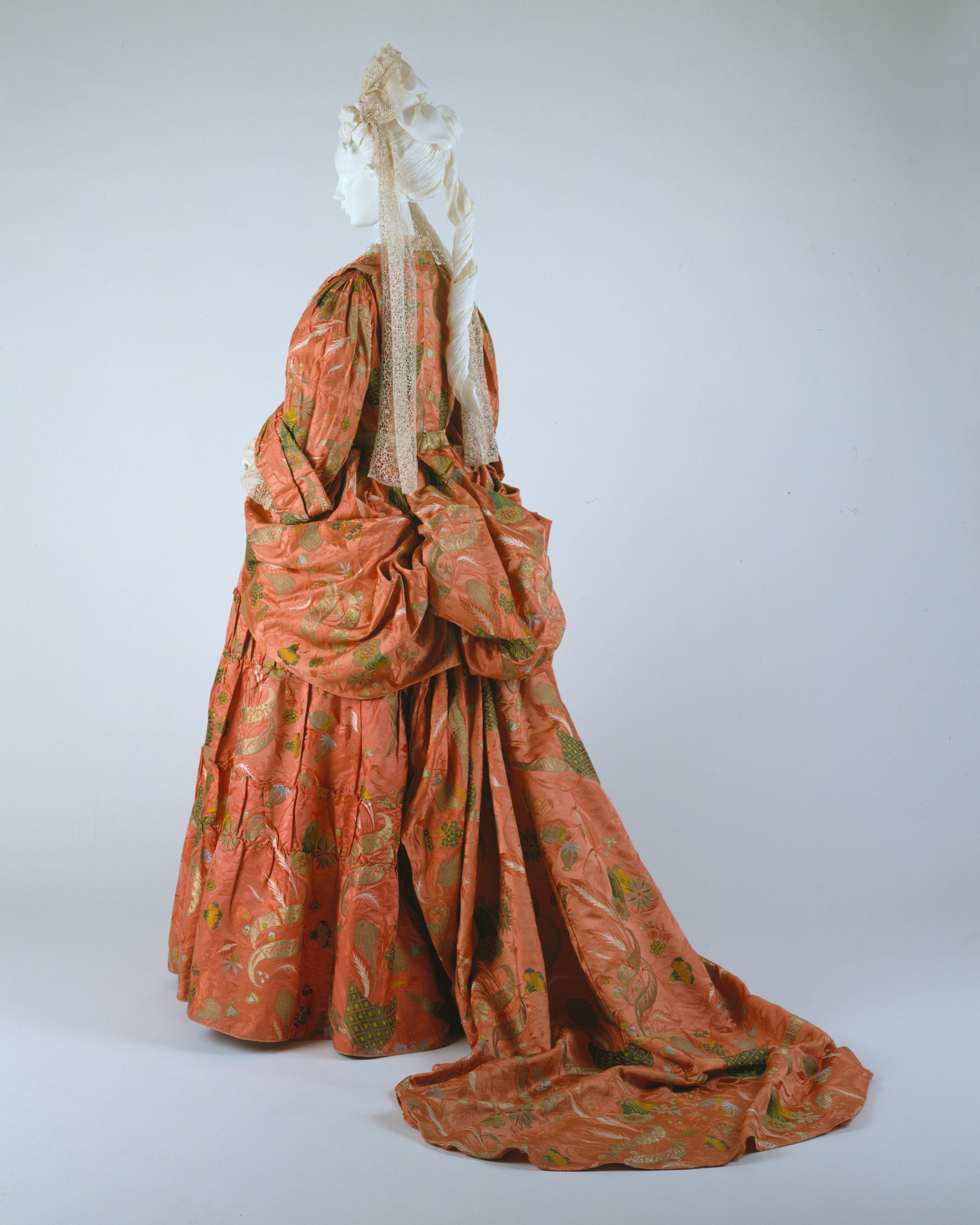
Manteau und Rock aus lachsfarbener gemusterter Seide, etwa 1708 (Metropolitan Museum of Arts, New York)

Manteau (von frz. „Mantel“) ist der generische Begriff für das mantelartige Damenobergewand des späten 17. und 18. Jahrhunderts, auch Robe genannt. Im engeren Sinn bezeichnet er eine bestimmte Gewandform, die sich um 1680 herum als Deshabillé entwickelte. Auf Deutsch nannte man es Aufstecke-Kleid (Frauenzimmer-Lexicon, 1715).
Rücken- und Vorderteil des Manteaus waren großzügig geschnitten und wurden ausschließlich durch gelegte Falten auf Figur gebracht.

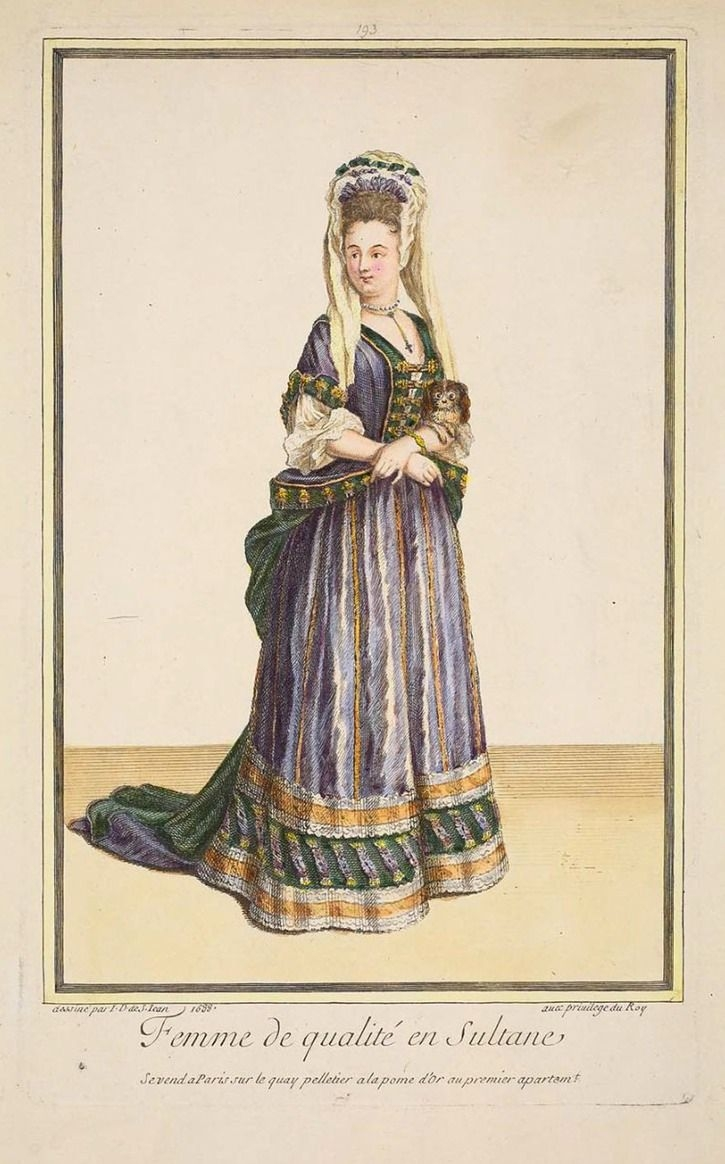
Manteau um 1685/90

Die Falten wurden durch einen Gürtel, zum Teil auch durch  versteckte Heftstiche festgehalten, der Rock seitlich hochgenommen und hinten mit Schlaufen über zwei im Kreuz angebrachten Knöpfen befestigt, so dass die Schleppe in „Wasserfall-Falten“ auf den Boden floss. Darunter wurden Hüftpolster getragen, um 1710 herum auch die allerersten, konischen Paniers. Kurz danach starb diese Form des Manteau in Frankreich aus und machte der Contouche Platz.
In England lebte der Manteau unter dem Namen Mantua in sich weiterentwickelnden Formen weiter. Ab ca. 1770 entdeckte der gewandelte Geschmack der Franzosen den Manteau wieder, und sie re-importierten ihn unter dem Namen Robe à l’anglaise.

Manteau und Rock aus gestreiftem braunem englischem Stoff mit Gold- und Silberstickereien, etwa 1690 bis 1695
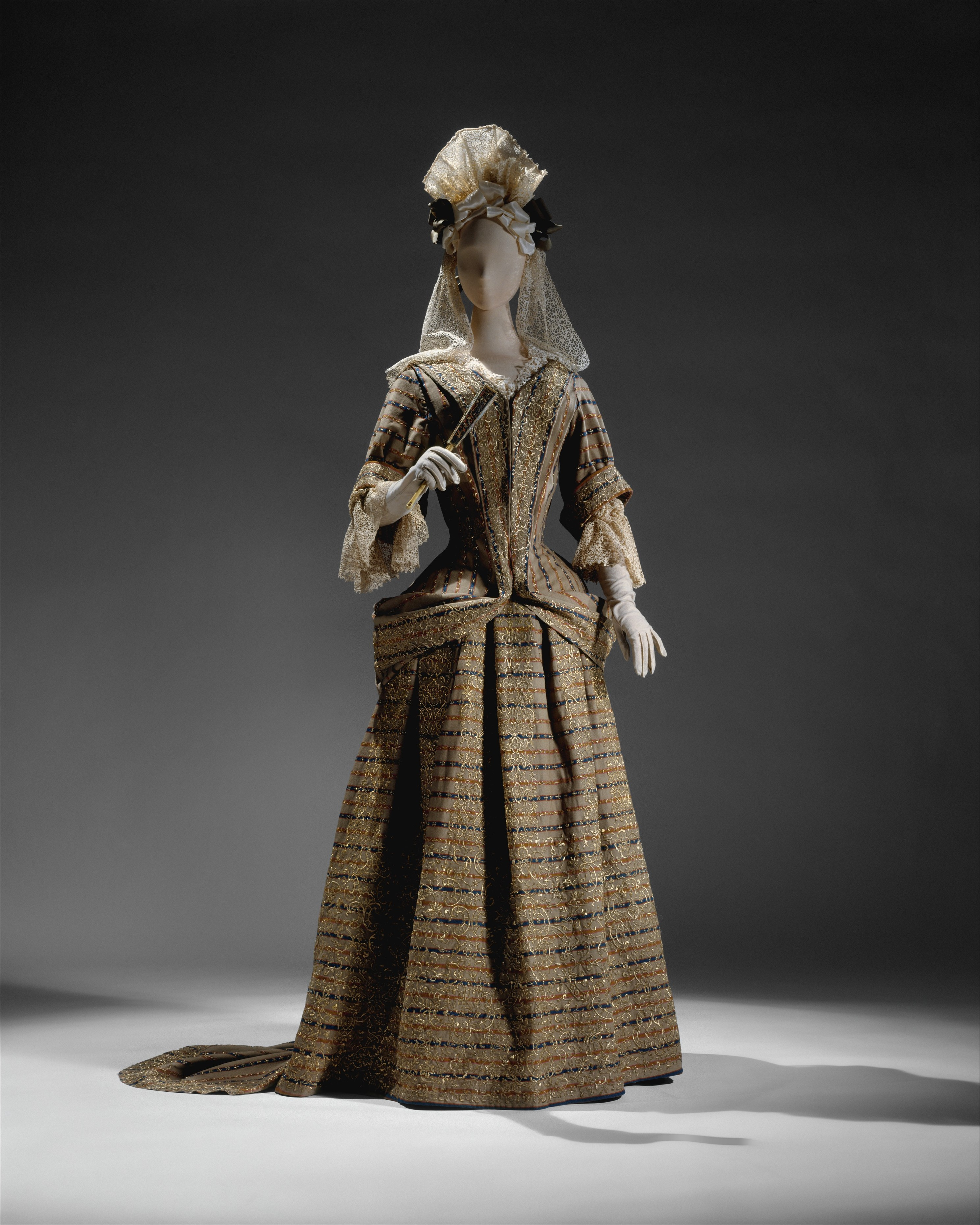
Manteau und Rock aus gestreiftem braunem englischem Stoff mit Gold- und Silberstickereien (Vorderansicht), etwa 1690 bis 1695 (Metropolitan Museum of Arts, New York)
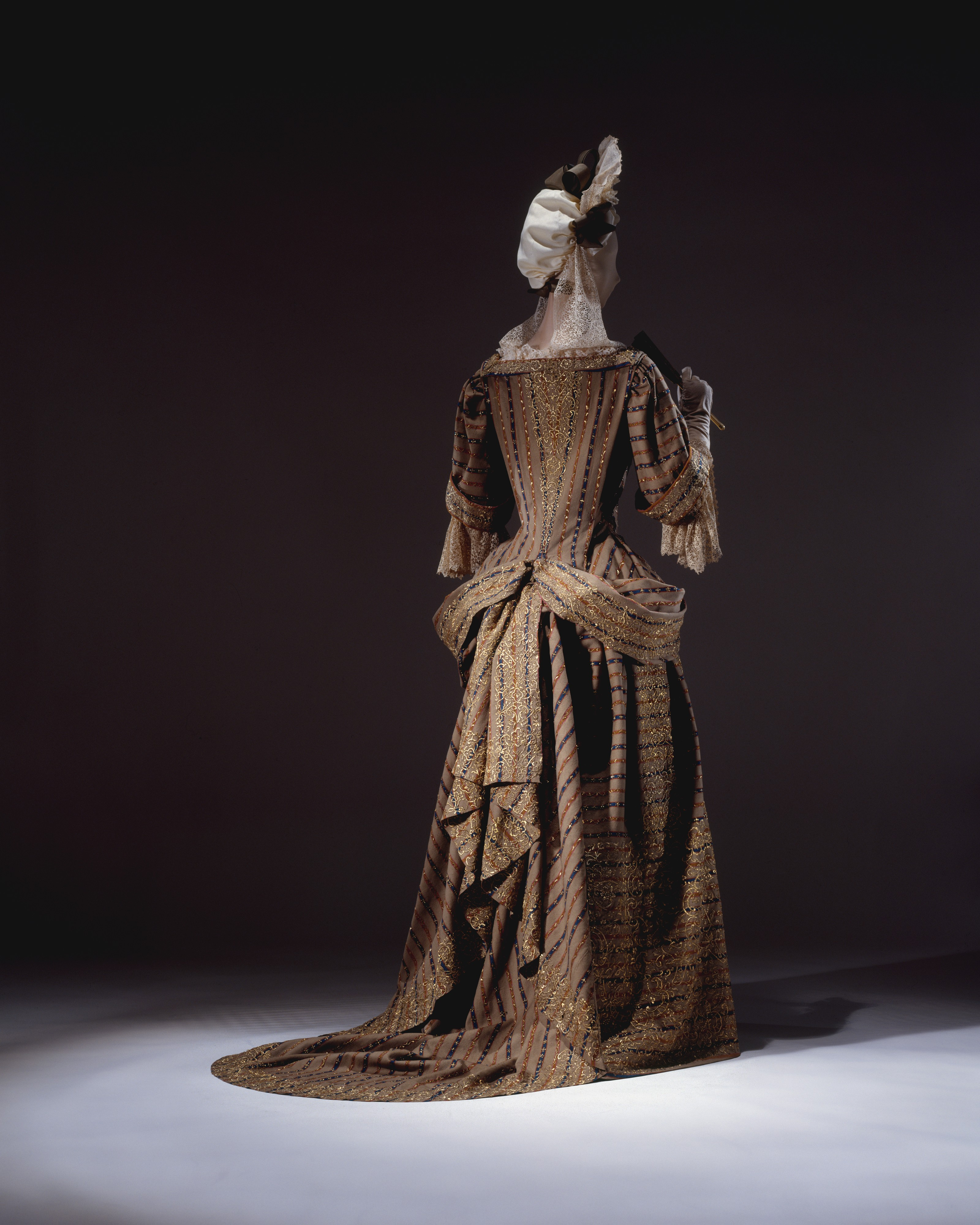
Manteau und Rock aus gestreiftem braunem englischem Stoff mit Gold- und Silberstickereien (Rückenansicht), etwa 1690 bis 1695 (Metropolitan Museum of Arts, New York)